# Aubigny (Calvados)
Aubigny is een gemeente in het Franse departement Calvados (regio Normandië) en telt 316 inwoners (1999). De plaats maakt deel uit van het arrondissement Caen.

## Geografie
De oppervlakte van Aubigny bedraagt 5,0 km², de bevolkingsdichtheid is 63,2 inwoners per km².
De onderstaande kaart toont de ligging van Aubigny (Calvados) met de belangrijkste infrastructuur en aangrenzende gemeenten.

## Demografie
Onderstaande figuur toont het verloop van het inwonertal (bron: INSEE-tellingen).

Vanwege een beveiligingsprobleem met de MediaWiki Graph-software is het momenteel niet mogelijk deze grafiek weer te geven. Zodra de software is bijgewerkt zal de grafiek vanzelf weer zichtbaar worden.

## Bezienswaardigheden

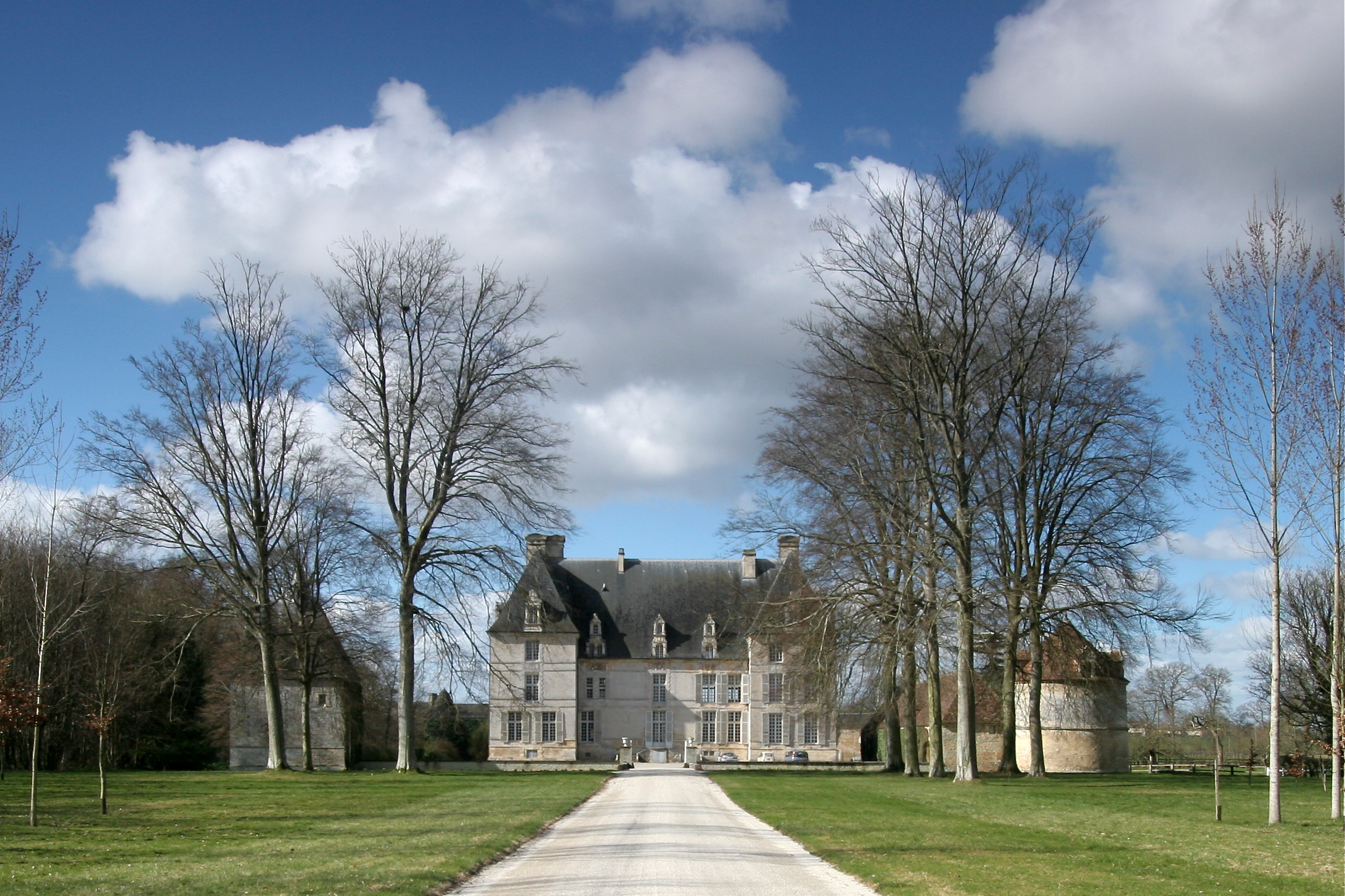
Kasteel van Aubigny

- Kasteel van Aubigny, gebouwd in de 16e eeuw voor de familie Morell d'Aubigny, geklasseerd monument.
- Kasteel van Longpré, gebouwd in de 16e eeuw.
- Kerk Notre-Dame-de-la-Visitation (Onze-Lieve-Vrouw-Boodschap) uit de 18e eeuw. Zij bevat zes orants die heren van de familie Morell voorstellen. Deze beeldhouwwerken zijn geklasseerd, net zoals de kooromgang

1. ↑  Populations de référence 2022.